# Oedaspis kaszabi
Oedaspis kaszabi är en tvåvingeart som beskrevs av Richter 1973. Oedaspis kaszabi ingår i släktet Oedaspis och familjen borrflugor.
Artens utbredningsområde är Mongoliet. Inga underarter finns listade i Catalogue of Life.